# Корифа зонтична
Корифа зонтична, таліпотова пальма (Corypha umbraculifera) — вид рослин родини пальмові (Arecaceae).

## Будова
Масивна пальма до 18 м висотою з великим до 5 м віяловим листям. Рослина виділяється серед інших пальм незвичним характером цвітіння. Вона зацвітає одноразово, у віці 30-80 років, викидаючи з крони велетенські волоті (до 14 м завдовжки і до 12 м завширшки) з мільйонів дрібних квіток. Наприкінці цвітіння листя в'яне. Через деякий час на місці квіток розвиваються плоди розміром до 4 см, після чого пальма гине. Один раз у житті квітнуть ще деякі види пальм, але Corypha umbraculifera найбільша з них. Кістянкоподібний плід має м'ясистий оплодень.

## Поширення та середовище існування
Росте у низинних лісах, чагарникових заростях, зазвичай біля річок та боліт. Походить з тропічної Азії.

## Практичне використання
Зі стовбура пальми отримують крохмаль, пальмове вино. З листків роблять волокно, виготовляють парасольки. Листя використовують для перекриття дахів та для створення плетених виробів.  З насіння виготовляють ґудзики та намисто.

## Цікаві факти
Перші європейці, що потрапили у Індію, дивувалися величиною листків пальми. Під одним таким листком діаметром 3 м могло укритися від дощу 20 чоловік.
Рослина має найбільше суцвіття на Землі.

## Галерея

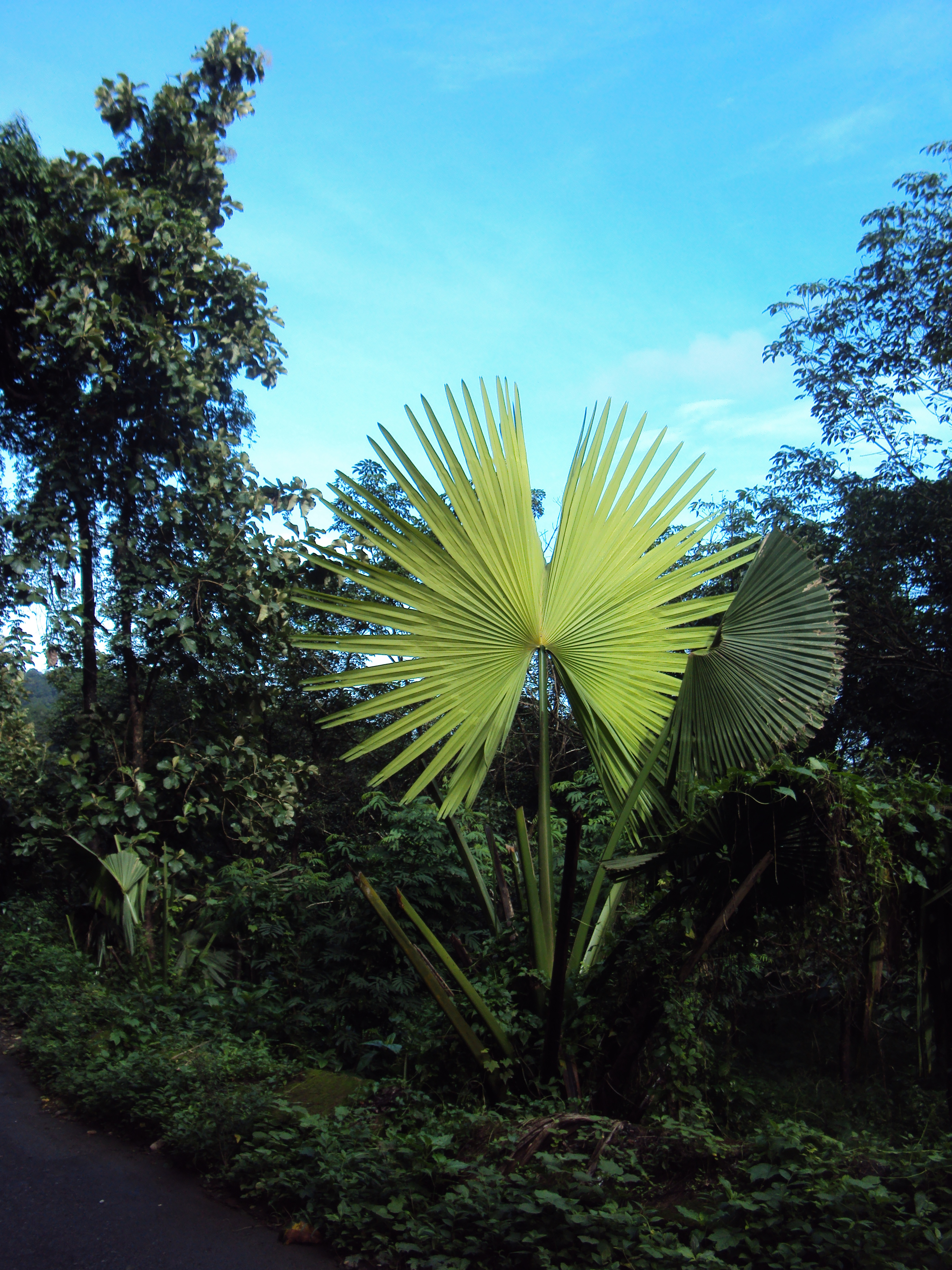
Молода рослина
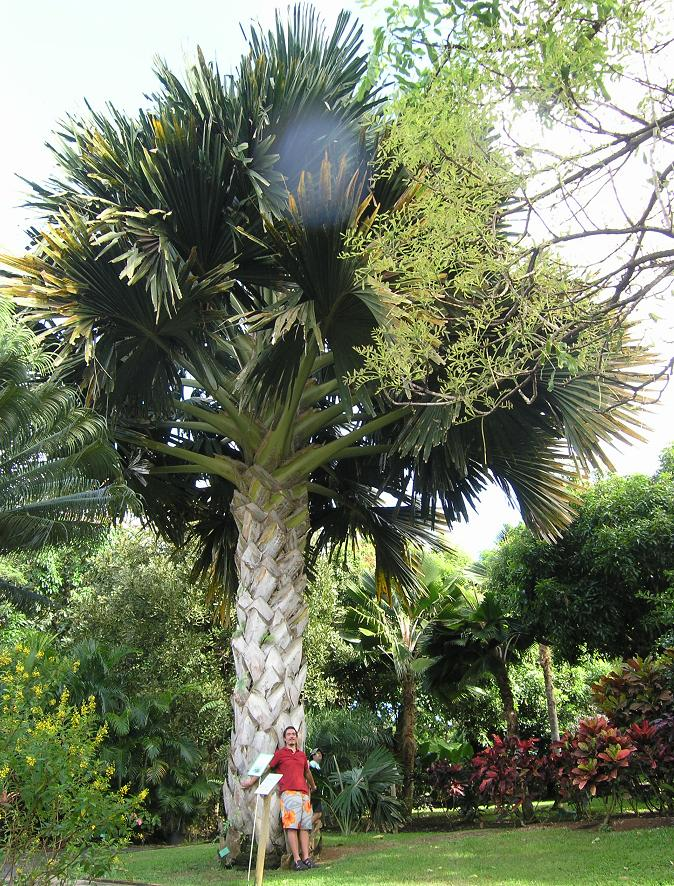
Доросла пальма
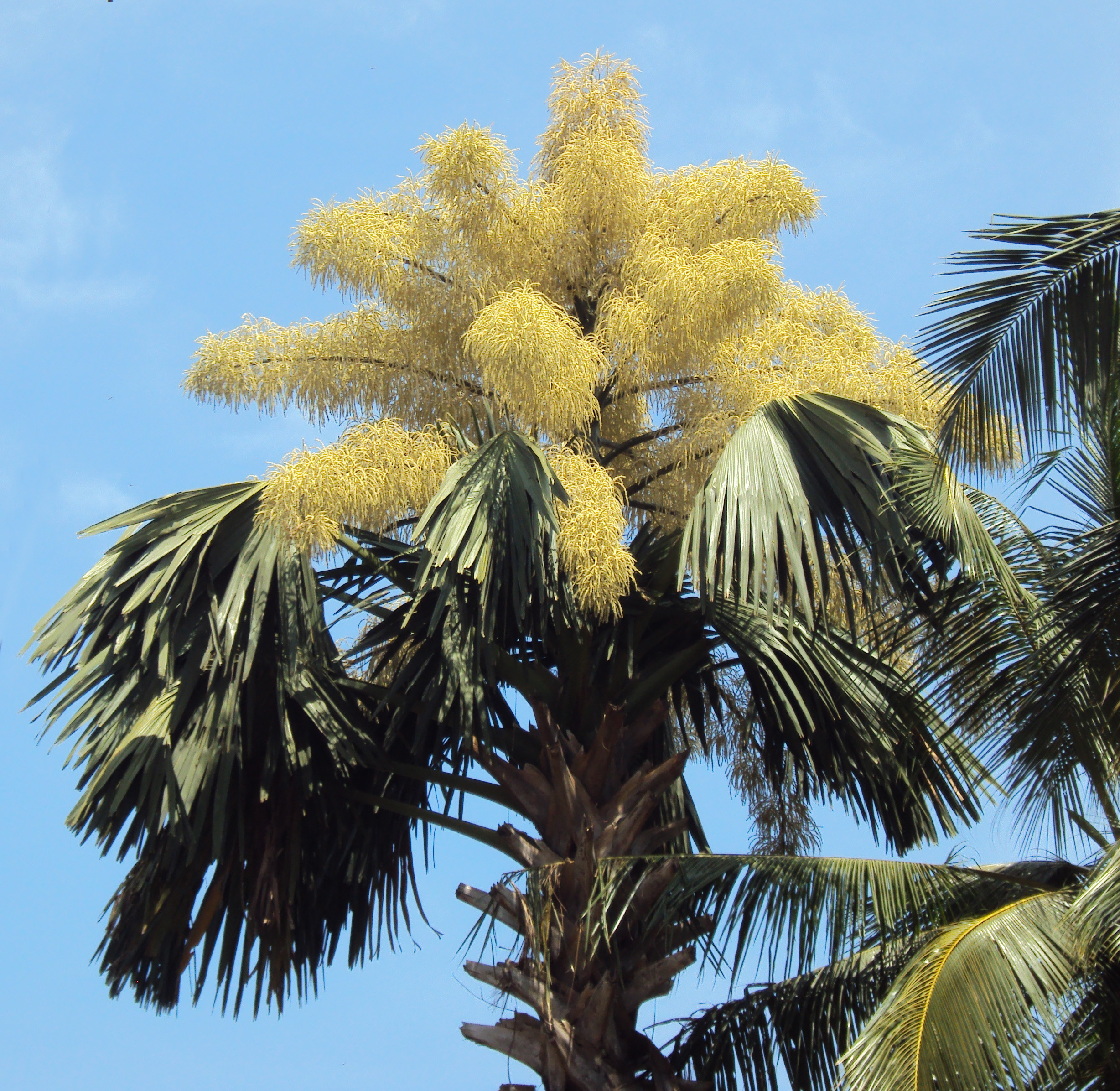
Квіти пальми
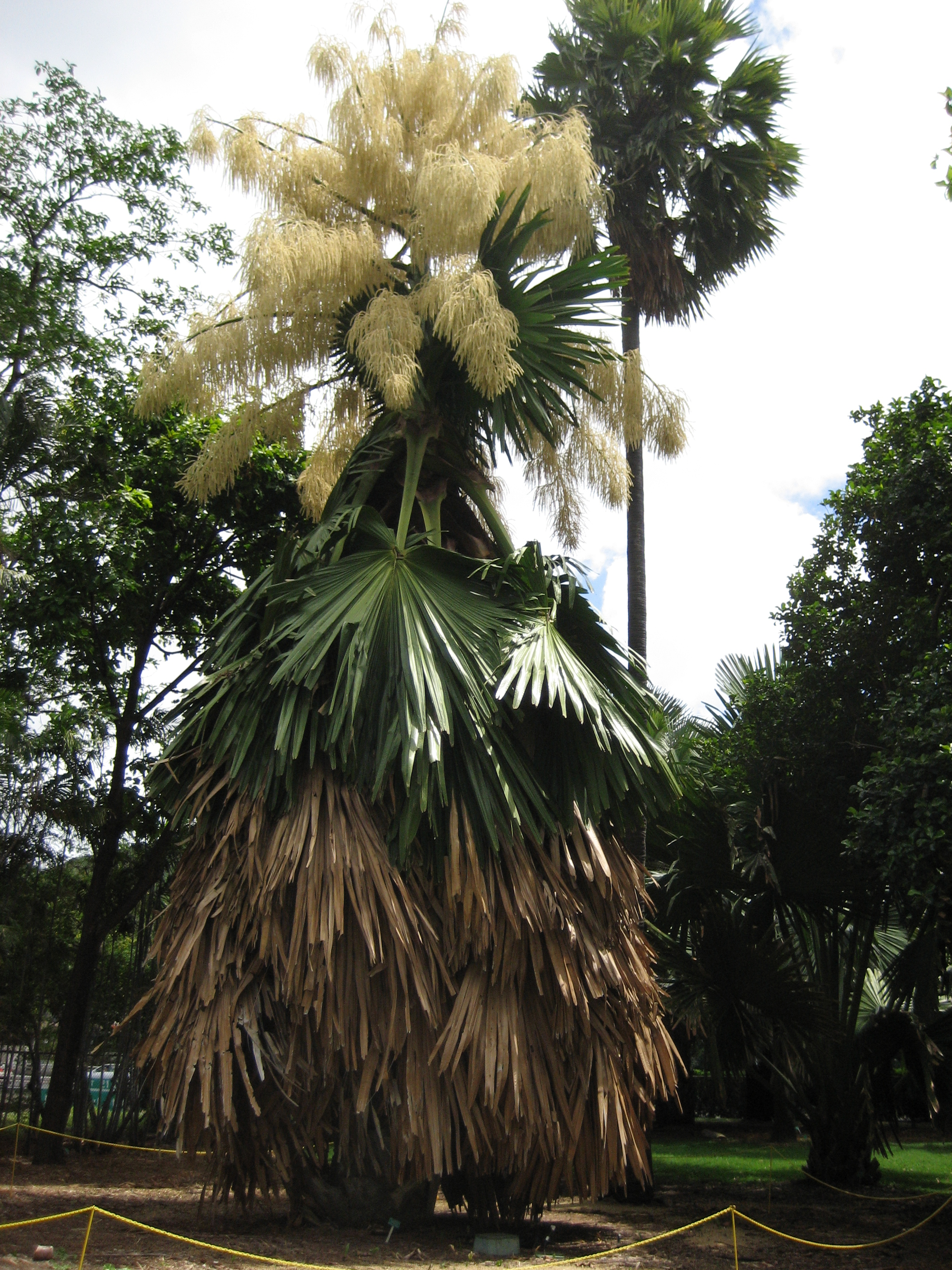
Відмирання листків наприкінці цвітіння